# Diffraktogramm
Ein Diffraktogramm (aus lat. Diffraktion: »Beugung« und griech. ...grámma: »Geschriebenes«, »Buchstabe«) ist die graphische Aufzeichnung eines Beugungexperiments, beispielsweise eines mit Elektronen-, Neutronen- oder Röntgenbeugung.

## Aufbau

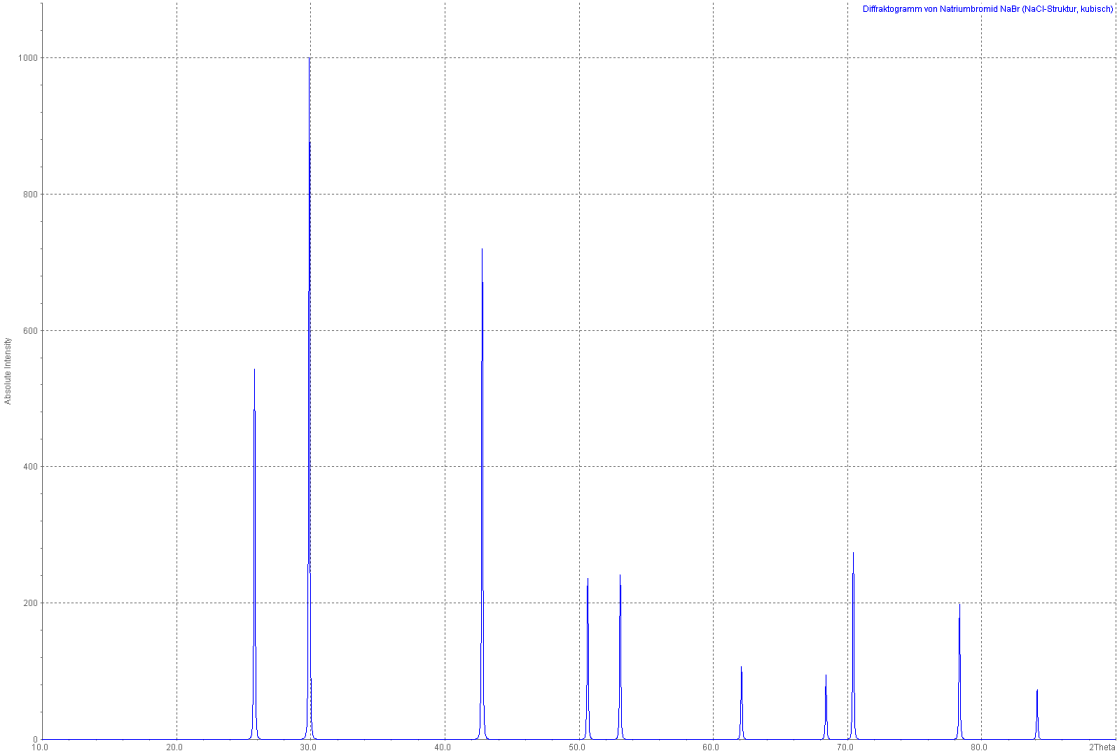
(Eindimensionales) Diffraktogramm von Natriumbromid NaBr (Cu-Kα-Strahlung)

In einem (eindimensionalen) Diffraktogramm werden die gemessenen Strahlungsintensitäten gegen den Winkel zwischen Strahlungsquelle, Probe und Detektor (2θ-Winkel) aufgetragen.
Für Aufnahmen einer polykristallinen Probe mit einem Pulverdiffraktometer wird in der Regel monochromatische Cu-Kα-Strahlung verwendet. Während der Messung wird der vorgegebene Winkelbereich, meist für 2θ = 10° - 90°, in definierten Schritten abgefahren.
Wegen der rein zufälligen Orientierung der einzelnen Kristalle in der Probe erfüllen genügend Kristalle unter einem bestimmten Bragg-Winkel θ die Bragg-Gleichung, d. h. die Röntgenstrahlung wird an einer bestimmten Gitterebene im Kristallgitter reflektiert, und der Reflex kann als Peak im Diffraktogramm beobachtet werden.
Die Intensität der Reflexe hängt primär von den Atomen auf der Gitterebene ab. Die Intensität kann jedoch auch durch destruktive Interferenzen mit Wellen geschwächt werden, die an anderen Gitterebenen gestreut wurden. Die Intensitäten können auch aufgrund von Textureffekten variieren, falls die einzelnen Kristalle innerhalb der Probe eine Vorzugsorientierung aufweisen, z. B. durch einen nadeligen Kristallhabitus.
Während bei einfachen und hochsymmetrischen Verbindungen, wie im Beispiel des rechts dargestellten Diffraktogramms des kubischen Natriumbromids (NaBr), relativ wenig Reflexe beobachtbar sind, weisen kompliziertere Verbindungen mit niedrigerer Symmetrie (triklin oder monoklin) eine deutlich größere Anzahl an Reflexen auf (siehe Beispiel weiter unten).

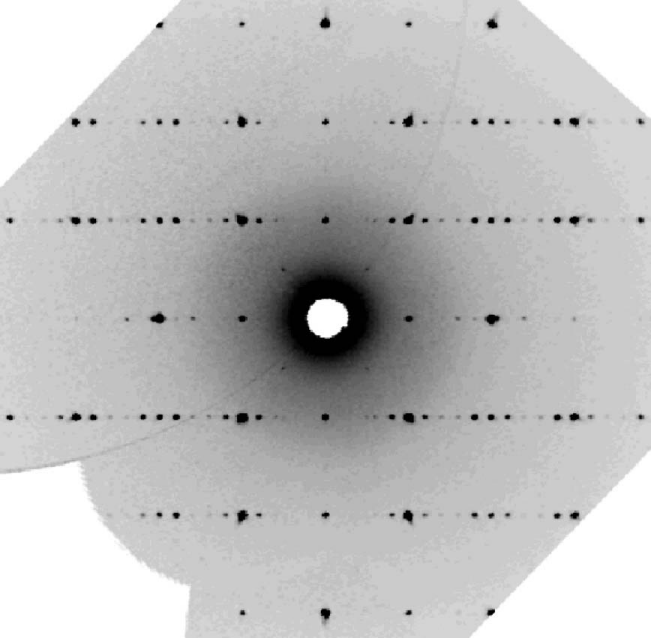
Diskrete Beugungspunkte eines Einkristalls

Jede kristalline Verbindung weist anhand der Lage und Intensität der Reflexe ein charakteristisches Diffraktogramm auf und kann dadurch eindeutig identifiziert werden. Neben gemessenen Diffraktogrammen können diese auch simuliert werden, sofern Daten zu den Gitterparametern und Atomlagen der Verbindung aus Messungen von Einkristallen (Kristallstrukturanalyse) vorliegen.

### Intensitätenverteilung bei Röntgen-Pulverdiffraktogrammen und bei Neutronenbeugung
In einem Röntgen-Pulverdiffraktogramm ist eine Intensitätsabnahme der Reflexe hin zu größeren Beugungswinkeln zu beobachten. Dies liegt daran, dass die Atomformfaktoren bei größeren Beugungswinkeln kleiner werden und daher auch ihr Anteil an der Gesamtintensität bei größeren Winkeln abnimmt.
Diese Intensitätsabnahme tritt bei Neutronenbeugung nicht auf, da die Atomformfaktoren durch die Streulängen (b-Werte) der Atomkerne ersetzt werden. Diese sind wegen der geringen Ausdehnung der Atomkerne nahezu konstant und um einen Mittelwert verteilt.

## Geometrie

Zweidimensionales Diffraktogram des Debye-Scherrer-Verfahrens

Ein Empfänger, der sich entlang einer Linie bewegt, erzeugt ein eindimensionales Beugungsdiagramm.
Ein zweidimensionaler Empfänger, typischerweise eine Photoplatte, bildet die Beugungsmaxima als Kreise ab.
Zeigen die Pulver eine Vorzugsorientierung, so treten einzelne Beugungspunkte hervor.
Ein Einkristall erzeugt ausschließlich diskrete Beugungspunkte.

## Anwendung von Röntgen-Pulverdiffraktogrammen
Die Erstellung und Auswertung von Diffraktogrammen wird heute außer in der Kristallographie auch auf vielen anderen Gebieten und zu unterschiedlichen Zwecken angewendet, z. B. in der Festkörperchemie, der Festkörperphysik oder den Materialwissenschaften.

### Präparation
Kristalline Pulver werden zur Aufnahme eines Röntgenpulverdiffraktogramms in der Regel zwischen zwei Klebestreifen (die keine Reflexe verursachen) etwa fingernageldick präpariert. Eingespannt in einen Probenträger wird die Probe dann im Diffraktometer untersucht. Die Nutzung von Glas-Kapillaren anstelle von Klebestreifen ermöglicht in der Regel bessere Diffraktogramme.

### Auswertung

#### Kristallinität, Partikelgröße und Stress
Mit Hilfe eines Diffraktogramms kann eine Aussage zur Kristallinität einer Probe getroffen werden:
- Eine hohe Produktkristallinität spiegelt sich in einem guten Signal-Rausch-Verhältnis und einer geringen Halbwertsbreite der Reflexe wider.
- Schlecht kristallisierte Proben dagegen zeigen im Diffraktogramm stark verbreiterte Reflexe und einen sehr unruhigen Verlauf der Kurve.

Verbreiterte Reflexe können auch durch eine geringe Partikelgröße (z. B. durch starkes Mörsern der Probe) oder Gitterverspannungen auftreten. Gitterverspannungen, also unterschiedliche d-Werte, führen zu unterschiedlichen Reflexlagen (welche nicht aufgelöst werden können) und damit zu breiteren Reflexen.
Wirkt Stress auf den Kristall, so verschieben sich die Reflexe je nach Art des Stresses zu höheren oder kleineren Beugungswinkeln, weil die Elementarzelle größer oder kleiner wird.

#### Phasenreinheit

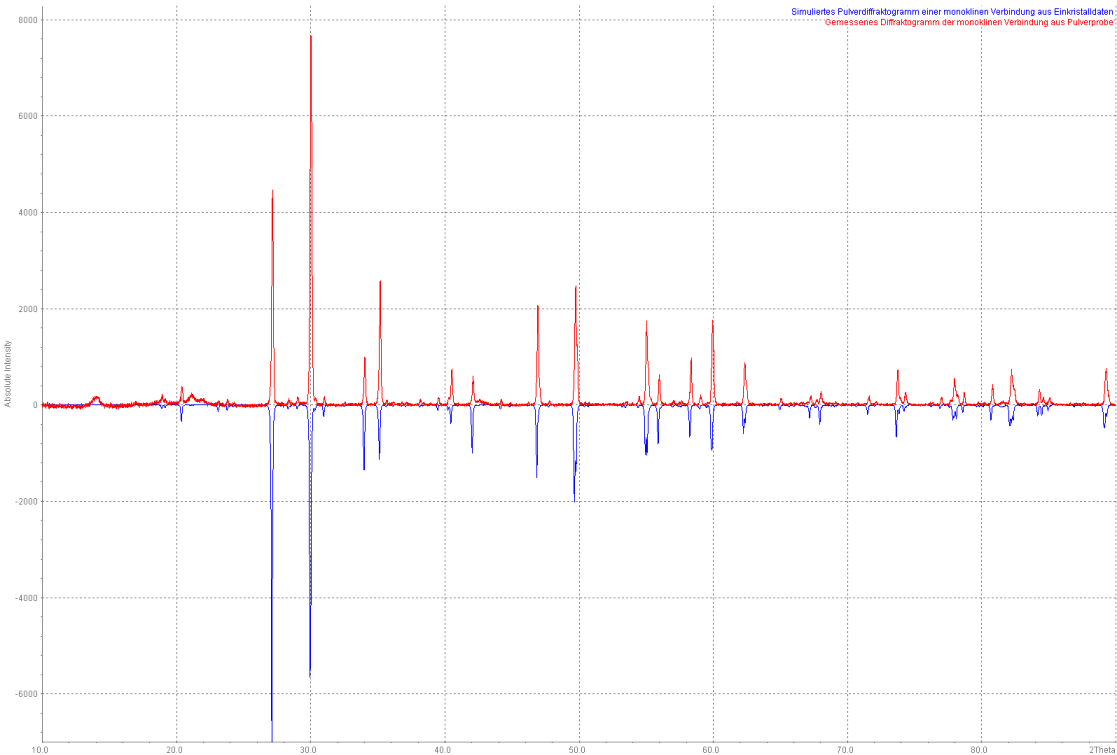
Gemessenes (rot) und simuliertes (blau) Diffraktogramm einer phasenreinen monoklinen Verbindung

Anhand eines Diffraktogramms lässt sich auch die Phasenreinheit eines kristallinen Pulvers untersuchen, d. h. ob die Probe
- nur aus einer kristallinen Verbindung besteht (phasenrein); hier können alle Reflexe beobachtet und der Verbindung zugeordnet werden
- aus mehreren Verbindungen (mehrphasig) besteht; hier lässt sich zumindest ein Teil der Reflexe eindeutig einer Verbindung zuordnen, manche Reflexe verschiedener Verbindungen können sich auch überlagern.

Die Überprüfung der Phasenreinheit erfolgt in der Praxis meist durch Gegenüberstellung eines gemessenen und eines berechneten Pulverdiffraktogramms (siehe Beispiel rechts). Im Vergleich zum berechneten Pulverdiffraktogramm dürfen nie mehr als die erwarteten Reflexe vorhanden sein, damit eine Probe als phasenrein betrachtet werden kann, es können aber weniger sein (vgl. Textureffekt unten).
Zusätzliche, nicht erlaubte Reflexe können durch verschiedene Methoden identifiziert werden, z. B. durch die Suche mit der SearchMatch-Funktion von WinXPOW oder den Vergleich der Pulverdaten der Edukte mit denjenigen des Produktes.
Bei phasenreinen kristallinen Produkten, bei denen keine Einkristallstrukturanalyse möglich ist, besteht die Möglichkeit die Zellparameter und die Raumgruppe mittels Indizierung aus den Röntgenpulverdaten zu ermitteln. Dies kann z. B. mit dem Programm Topas Academic geschehen.

#### Gitterparameter
Anhand der Lage der Reflexe können nach der Bragg-Gleichung die Netzebenenabstände der in der Probe enthaltenen Kristalle und somit die verschiedenen kristallinen Phasen, denen sie angehören, bestimmt werden. Zumindest bei einfachen hochsymmetrischen Verbindungen können aus dem Diffraktogramm so auch die Gitterparameter der Elementarzelle der Kristallstruktur bestimmt werden.
Im Idealfall können mit Hilfe der Rietveld-Methode auch die einzelnen Atomlagen bestimmt werden, obwohl im Experiment die Beugungsintensität weniger Atomlagen für eine Messung zu gering ist.

### Probleme und Lösungen
Bei der Röntgenpulverbeugung können verschiedene Präparations- und Messschwierigkeiten auftreten.

#### Lagestatistik und Partikelgröße
Alleine aufgrund der Lagestatistik (nach Smith (1992)) sind in einer phasenreinen Probe von Kristalliten mit 1 μm Korndurchmesser ca. 38.000 Kristallite in Reflexionsstellung. Verzehnfacht sich der Korndurchmesser – beträgt der mittlere Korndurchmesser somit 10 μm, so sind lediglich 760 Kristallite in Reflexionsstellung. Die gemessenen Intensitäten sind somit stark von der Partikelstatistik bestimmt; weiterhin variieren sie stark bei Textureffekten (z. B. bei Plättchen oder Nadeln), die sich auch durch sorgfältige Präparation nicht immer vermeiden lassen.
Für eine optimale Präparation sollte die Probe einen Korndurchmesser von 1–10 μm aufweisen.
Sind die Kristallite zur Messung dieser Probe zu groß, so wird keine kontinuierliche Linie aufgenommen, sondern eine Schar von Einzelpunkten; bemerkbar machen sich zu große Kristalle allerdings bereits durch unregelmäßige Reflexe. Zu große Kristallite müssen durch Mörsern oder Mahlen zerkleinert werden. Dies kann durch den angewandten Druck und die Erhöhung der Temperatur problematisch werden, durch die es zu Phasenumwandlungen oder chemischen Reaktionen kommen kann. Dem kann z. B. durch Kühlung mit flüssigem Stickstoff entgegengewirkt werden, was auch die Sprödigkeit vorteilhaft erhöht. Der Einfachheit halber kann auch ein leicht verdampfendes Lösungsmittel gewählt werden, das nicht mit der Probe reagiert.
Bei zu kleinen Kristalliten tritt eine Signalverbreiterung auf; besteht eine Probe aus Nanoteilchen, so ist sie in der Regel röntgenamorph.

#### Textureffekte
Zu Textureffekten kommt es durch eine Vorzugsorientierung der kristallinen Teilchen. Wenn die Kristallite in einer Pulverprobe anisotrop sind, also z. B. platten- oder nadelartige Formen haben, kann es sehr schwierig sein, sie dazu zu bringen, eine für die Diffraktometrie wichtige, zufällige Orientierung anzunehmen.
So liegen z. B. nadelförmige Kristallite nicht zufällig verteilt vor, sondern in einer bevorzugten Ausrichtung (Vorzugsorientierung): sie werden sich mit großer Wahrscheinlichkeit auf die Seite legen; einen Kristalliten senkrecht auf den anderen stehend vorzufinden, ist unwahrscheinlich (wie beim Fallenlassen von Mikadostäbchen).
Textureffekte sind ein großes Problem der qualitativen und quantitativen Phasenanalyse. Eine Rotation der Probe im Röntgendiffraktometer verbessert nur die Partikelstatistik, jedoch können Vorzugsorientierungen durch Oszillieren der Probe in eine zusätzliche Raumrichtung (engl. wobbled scan) reduziert werden.
Textur führt zu stark verminderten Reflexintensitäten oder fehlenden Reflexen im Vergleich zu einem berechneten Pulverdiffraktogramm.
So sind bei Glimmern die 00l-Reflexe gegenüber den anderen Reflexen um den Faktor 5–10 verstärkt. Weil dies jedoch zur Analyse von Tonmineralen benutzt werden kann, wird der Textureffekt hier bei der Präparation absichtlich verstärkt.

#### Untergrund
Der Untergrund eines Röntgenpulverdiffraktogramms seinerseits hängt u. a. stark ab von der Güte der Strahlungsquelle: Je weniger fremde Wellenlängenanteile in der monochromatischen Strahlung, desto niedriger der Untergrund. Bestenfalls sollte somit mit Synchrotronstrahlung gemessen werden, wenigstens aber mit einer hochwertigen Röntgenröhre unter Zuhilfenahme eines Monochromatorkristalls (z. B. Germanium(111)).
Auch Gaspartikel im Strahlengang erhöhen die Untergrundanteile in den Pulverdaten, Evakuieren ist daher angeraten.
Auch der Probenträger (die Blende) sorgt für Untergrund; Blenden aus z. B. Quarz haben einen sehr niedrigen Untergrund.
Zu guter Letzt muss hier die Compton-Streuung erwähnt werden: Durch unelastische Streuung der Strahlung an der Probe kann sich die Wellenlänge der Strahlung vergrößern. Dieser Effekt tritt vor allem auf, wenn Fluoreszenz möglich ist (z. B. für Eisen-Atome, wenn CuKα-Strahlung verwendet wird).

#### Asymmetrische Reflexe
Zu asymmetrischen Reflexen kann es kommen durch:
- axiale Divergenz, lässt sich verhindern durch die Verwendung von Soller slits (eine spezielle Blende aus gestapelten Lamellen)
- Transparenz der Probe, lässt sich vermindern durch unterschiedliche Präparationen.